# Église Saint-Memmie de Baconnes
L'église de Baconnes, dédiée à Memmie de Châlons, se trouve à Baconnes, dans le département de la Marne, en France.

## Histoire
L'église de Baconnes, classée monument historique, est placée sous le patronage de saint Memmie. Elle est massive et bâtie en carreaux de craie et en pierre. La nef, sans grande beauté et sans style apparent, n'a ni bas-côtés, ni piliers. Elle se réduit à une salle plafonnée, percée d'une rangée de fenêtres en plein cintre, trois de chaque côté.
Le chœur, arrondi en cul-de-four, est d'un roman assez archaïque, bien qu'il ne doive pas remonter au-delà du XIIe siècle. Ce style roman s'affirme avec la croisée du transept que soutiennent quatre lourds massifs de colonnettes, munies de chapiteaux d'exécution soignée. En guise de bras du transept, deux petites chapelles très basses et exiguës, voûtées de larges ogives, sans clé de voûte, éclairées l'une par un oculus et l'autre par une petite fenêtre romane.
L'abside, très réduite, est ajourée par trois fenêtres plein cintre et voûtée de branches d'ogive qui s'arrêtent sur des consoles placées entre les fenêtres. Le portail occidental se réduit à une porte plein cintre surmontée d'un oculus.
La tour, à bâtière, mais d'une forme très particulière, large et courte, est comme écrasée. Chacune de ses faces, sauf à l'ouest, est ouverte par des baies, en nombre inégal : une au sud et à l'est, deux au nord, géminées, sur des colonnettes ornées de chapiteaux à palmettes.
La cloche pèse environ 400 kg et porte la date de 1568. Il y est inscrit les noms de maître Thomas Martin, curé de Baconnes, Rémi Charpentie, Domance Francoise Catherine Raulet et encore Katrine qui pourrait bien être son nom de baptême.

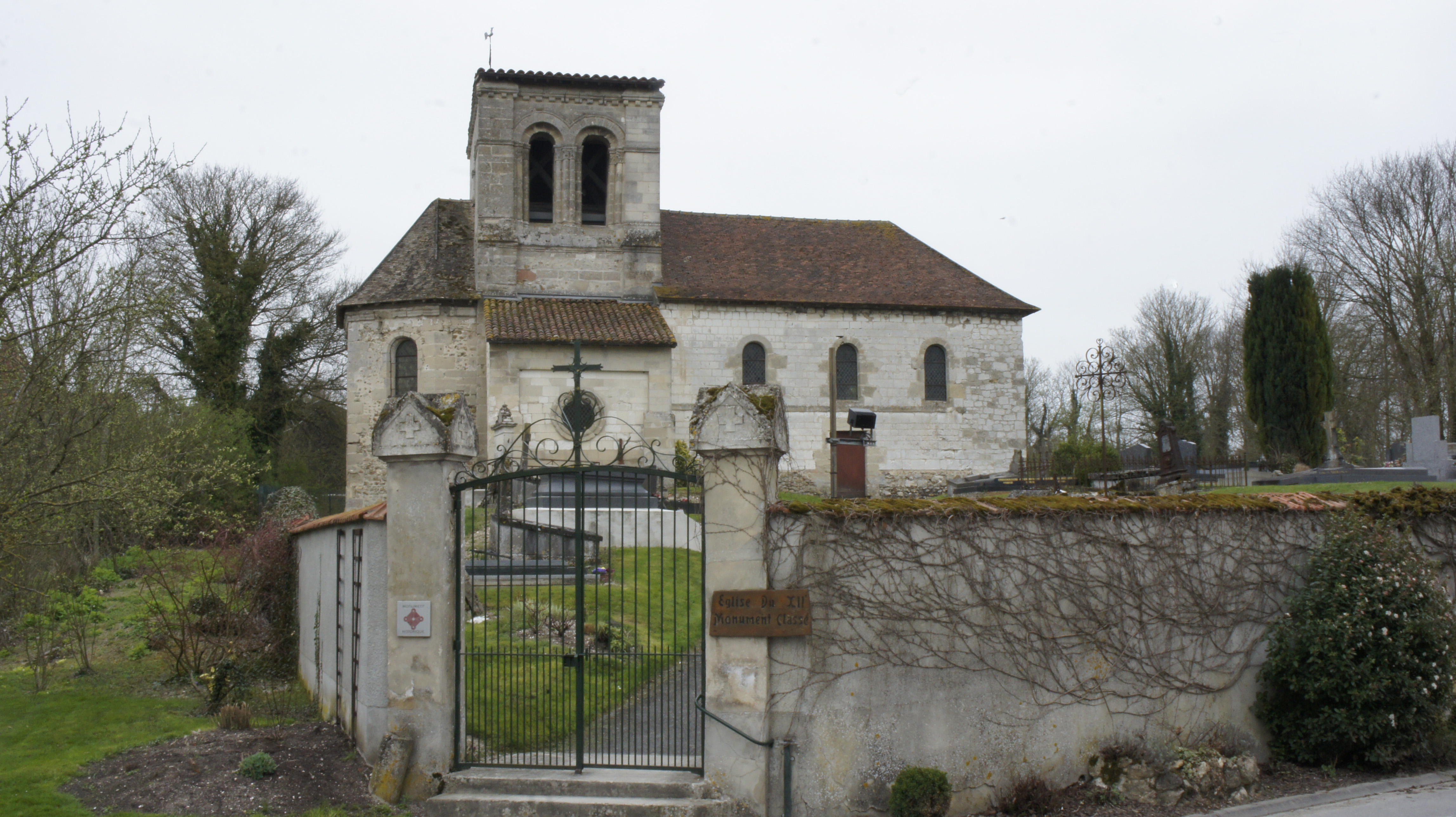
Sur la petite butte près du cimetière.
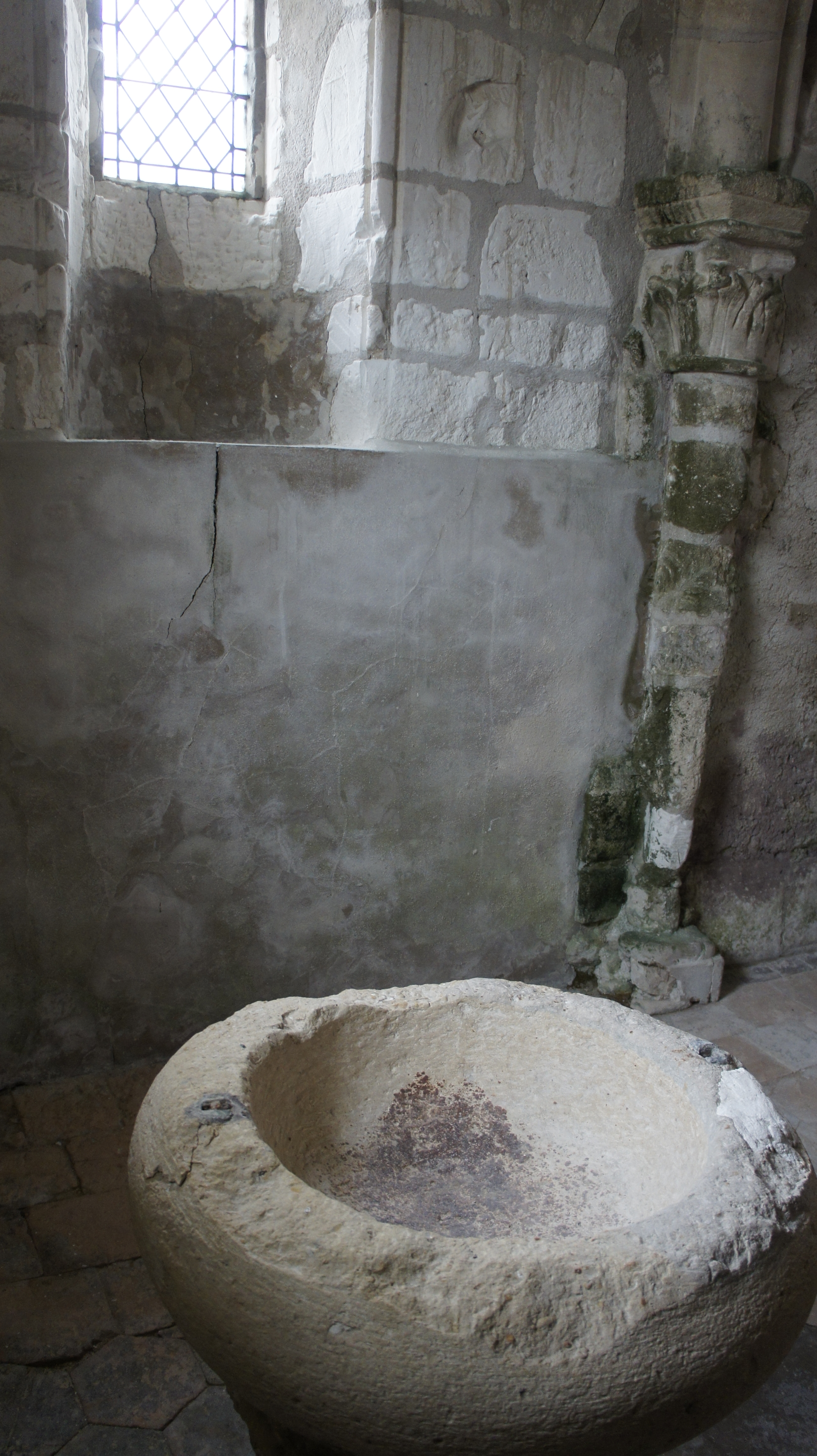
Les fonts baptismaux.
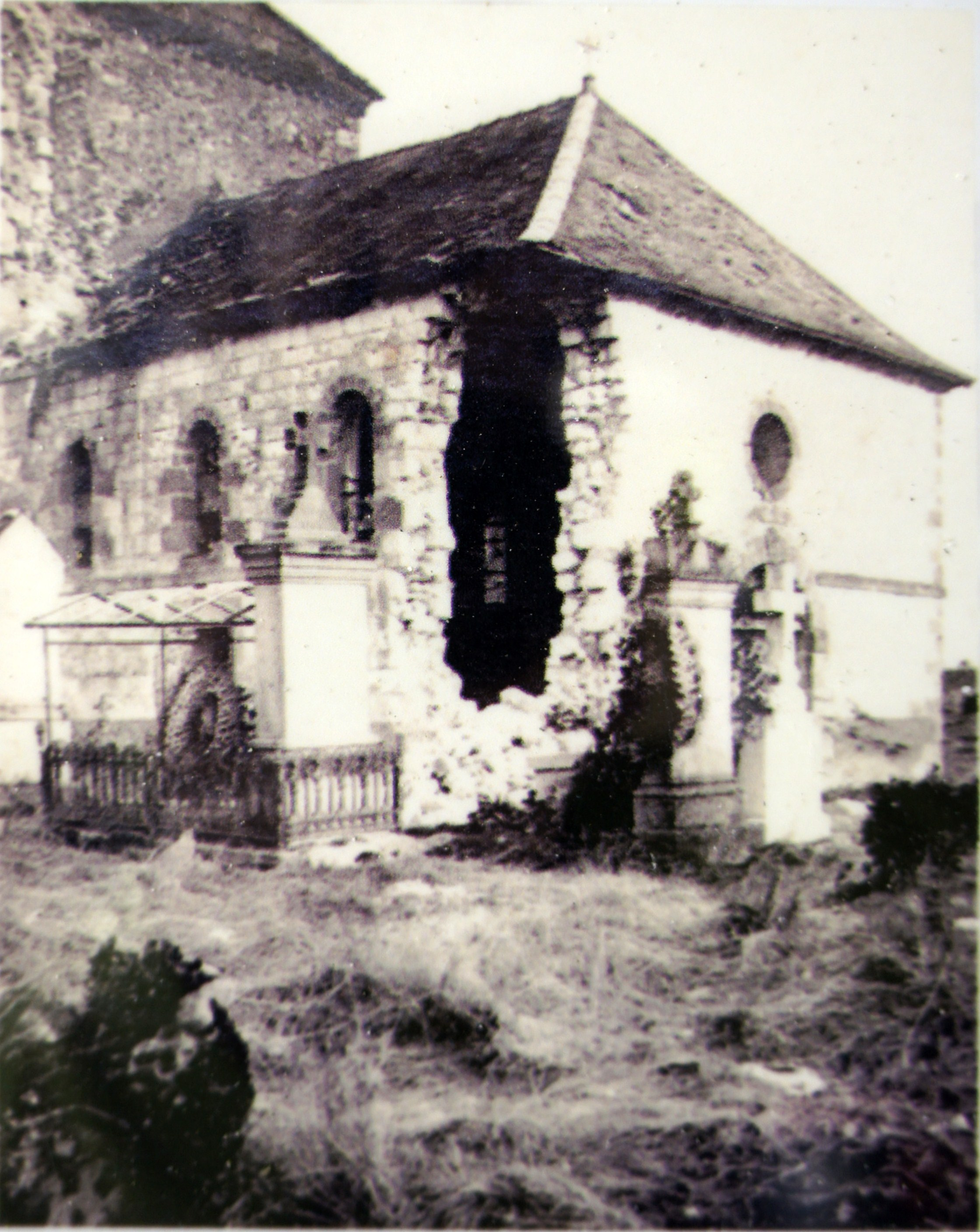
Dégâts de la Première Guerre mondiale.
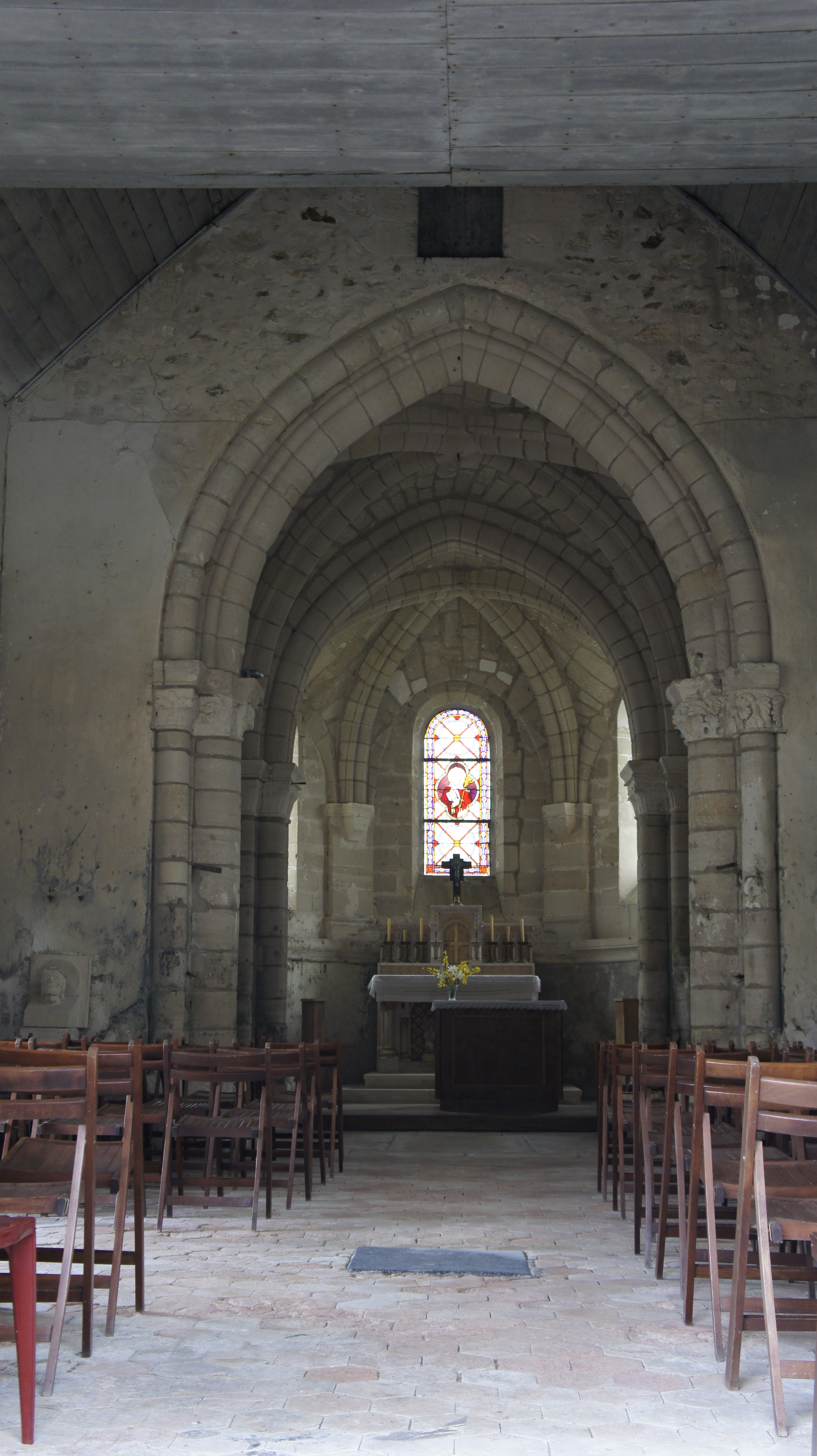
La nef vers l'abside.